# موچاچوس ۲۹۴۶
سیارک ۲۹۴۶ (به انگلیسی: 2946 Muchachos، نامگذاری:1941UV) دو هزار و نهصد و چهل و ششمین سیارک کشف شده‌است که در ۱۵ اکتبر ۱۹۴۱ کشف شد.
قدر مطلق سیارک برابر ۱۳٫۰۰ است.